# David Pocock
David Pocock, född 23 april 1988, är en före detta professionell australisk rugbyspelare och nuvarande politiker. Han spelade bland annat för det australiska landslaget The Wallabies och i ligan Super Rugby för laget Brumbies. Hans position var Flanker, men han spelade även ofta som Nr. 8.

## Biografi
Pocock föddes och växte upp i Gweru i Zimbabwe under en tid då det rådde oro i landet. Han flyttade till Brisbane i Australien med sin familj 2002.
Pocock är en engagerad människorättsaktivist och djurfantast och har i Zimbabwe startat projektet "Eighty Twenty Vision". Han har flera gånger uttalat sig om att David Attenborough är en stor idol och förebild.
2014 blev han arresterad för en protest mot expansionen av en kolgruva i delstaten New South Wales då han och trettio andra personer "kedjat fast sig" vid en grävmaskin i tio timmar.

## Karriär
David Pococks professionella rugbykarriär började i det Perthbaserade laget Western Force 2006 i en match mot det sydafrikanska laget Sharks i Durban. Han landslagsdebuterade för Wallabies 2008 i Hongkong. 2010 hade han tagit en given plats som startspelare och vuxit till Australiens kanske bästa spelare och är ansedd som en av världens bästa på sin position.
2013 flyttade han till Canberra och började spela för the Brumbies som han fortfarande är kontrakterad till trots att han 2016 skrev på ett treårskontrakt med den japanska klubben Panasonic Wild Knights. Efter sin första säsong med Wild Knights tog han 2017 ett sabbatshalvår från rugby och tillbringade mycket tid i Afrika. Han var tillbaka i Japan och spelade säsongen 2017–2018 innan han återvände till Brumbies och Super Rugby inför Rugby-VM 2019.